# Династија Западни Сја
Династија Западни Сја (кинески=西), Сјисја или Тангутско Царство, међу Тангутима и Тибетанцима познато као Мињак. је била држава која је постојала од 1038. до 1227. на подручју северозападне Кине, односно данашњих провинција Нингсја, Гансу, источни Ћингхај, северни Шенси, североисточни Синкјанг, југозападне Унутрашње Монголије и јужне Спољне Монголије, при чему је имала површину од око 800.000 квадратних километара. Позната је по томе што су је на изузетно бруталан начин уништили Монголи при чему су разорени сви њени градови и спаљени сви текстови. Због тога је њено оснивање и постојање дуго времена било предмет историјских контроверзи све док у модерно доба то није потврђено археолошким и другим истраживањима.
Због свог положаја на трговачким рутама између северне Кине и средње Азије - тзв. Хеси коридору - Западна Сја је била у прилици уживати културне благодети својих суседа, те је имала значајна достигнућа на пољу књижевности, уметности, музике и архитектуре. Успешан отпор супарничким државама и династијама као што су Љао, Сунг и Ђин је постигнут успешном војном организацијом али и иновацијама међу којима се понекад спомиње и ватрено оружје (Сјисја бронзани топ).

## Династија Западни Сја
Кинески: 西夏 (Xī Xià)
На власти од 1038. до 1227. године.
| Постхумно име | Храмовно име                | Лично име                          | Владарско име | Владавина                                                                   |
| --- | --------------------------- | ---------------------------------- | --- | --------------------------------------------------------------------------- |
| Конвенција за навођење: храмовно име. |                             |                                    | |                                                                             |
| Цар Ву-лије 武烈皇帝 (Wǔliè huángdì) | Ђинг-цунг 景宗 (Jǐngzōng)   | Ли Јуен-хао 李元昊 (Lǐ Yuánhào)1   | Сјен-дао (显道) Каи-јин (开运) Гуанг-пинг (广平) Да-ћинг (大庆) Тијен-шоу-ли-фа-јен-цуо (天授礼法延祚)                                             | 1032-1034 1035-1036 -1038 -1048                                             |
| Цар Џао-јинг 昭英皇帝 (Zhāoyīng huángdì) | Ји-цунг 毅宗 (Yìzōng)       | Ли Лијанг-цуо 李谅祚 (Lǐ Liàngzuò) | Јен-с’-нинг-гуо (延嗣宁国) Тијен-јоу-чуи-шенг (天祐垂圣) Фу-шенг-ченг-дао (福圣承道) Дуо-ду (奲都) Гунг-хуа (拱化)                                 | 1048-1049 1050-1052 1053-1056 -1062 1063-1067                               |
| Цар Канг-ђинг 康靖皇帝 (Kāngjìng huángdì) | Хуи-цунг 惠宗 (Huìzōng)     | Ли Бинг-чанг 李秉常 (Lǐ Bǐngcháng) | Ћијен-дао (乾道) Тијен-ц’-ли-шенг-гуо-ћинг (天赐礼盛国庆) Да-ан (大安) Тијен-ан-ли-динг (天安礼定)                                                 | 1067-1069 1070-1074 1075-1085 -1086                                         |
| Цар Шенг-вен 圣文皇帝 (Shèngwén huángdì) | Чунг-цунг 崇宗 (Chóngzōng)  | Ли Ћијен-шун 李乾顺 (Lǐ Qiánshùn)  | Тијен-ји-џ’-пинг (天仪治平) Тијен-јоу-мин-ан (天祐民安) Јунг-ан (永安) Џен-гуан (贞观) Јунг-нинг (雍宁) Јуен-д’ (元德) Џенг-д’ (正德) Да-д’ (大德) | 1086-1089 1090-1097 1098-1100 1101-1113 1114-1118 1119-1127 -1134 1135-1139 |
| Цар Шенг-д’ 圣德皇帝 (Shèngdé huángdì) | Жен-цунг 仁宗 (Rénzōng)     | Ли Жен-сјао 李仁孝 (Lǐ Rénxiào)    | Да-ћинг (大庆) Жен-ћинг (人庆) Тијен-шенг (天盛) Ћијен-јоу (乾祐)                                                                                  | 1139-1143 1144-1148 1149-1170 -1193                                         |
| Цар Џао-ђијен 昭简皇帝 (Zhāojiǎn huángdì) | Хуан-цунг 桓宗 (Huánzōng)   | Ли Чун-јоу 李纯佑 (Lǐ Chúnyòu)     | Тијен-ћинг (天庆) | 1193-1206                                                                   |
| Цар Ђинг-ву 景武皇帝 (Jǐngwǔ huángdì) | Сјанг-цунг 襄宗 (Xiāngzōng) | Ли Ан-ћијен 李安全 (Lǐ Ānquán)     | Ћинг-тијен (庆天) Хуанг-ђијен (皇建) | 1206-1209 1210-1211                                                         |
| Цар Јинг-вен 英文皇帝 (Yīngwén huángdì) | Шен-цунг 神宗 (Shénzōng)    | Ли Цун-сји 李遵顼 (Lǐ Zūnxū)       | Гуанг-динг (光定) | 1211-1223                                                                   |
| Цар Сјинг-д’ 兴德皇帝 (Xìngdé huángdì) | Сјен-цунг 献宗 (Xiànzōng)   | Ли Д’-ванг 李德旺 (Lǐ Déwàng)      | Ћијен-динг (乾定) | 1223-1226                                                                   |
| Цар Шун-ву 顺武皇帝 (Shùnwǔ huángdì) | нема                        | Ли Сјен 李睍 (Lǐ Xiàn)             | Бао-ји (宝义) | 1226-1227                                                                   |
| 1. Ли Јуен-хао је 1032. године наследио племићку титулу од свог оца, а тек 1038. године је постао суверен владар, самосталан од династије Сунг. |                             |                                    | |                                                                             |